# توبیاس فرانک (بازیکن هاکی روی چمن)
توبیاس فرانک (آلمانی: Tobias Frank؛ زادهٔ ۵ آوریل ۱۹۵۸) بازیکن هاکی روی چمن اهل آلمان است.